# ديفيد تشانغ
ديفيد تشانغ (بالإنجليزية: David Chang)‏ هو صاحب مطعم وطاهي أمريكي، ولد في 5 أغسطس 1977 في فيينا في الولايات المتحدة.

## وصلات خارجية
- الموقع الرسمي
- ديفيد تشانغ على موقع IMDb (الإنجليزية)
- ديفيد تشانغ على موقع قاعدة بيانات الفيلم (الإنجليزية)